# Гіба Абу Нада
Гіба Камаль Абу Нада (араб. هبة كمال أبو ندى; вимоваⓘ; 24 червня 1991, Мекка, Саудівська Аравія — 20 жовтня 2023, Хан-Юніс, Сектор Гази, Палестинська держава) — палестинська авторка поезії та прози, дієтологиня і вікімедійка. 2017 року її роман «Кисень не для мертвих» отримав друге місце у премії Шарджі за арабську творчість. Загинула в Газі під час бомбардування ізраїльськими ВПС, яке було частиною війни Ізраїлю та ХАМАСу.

## Біографія
Абу Нада народилася 24 червня 1991 року в Мецці, Саудівська Аравія, у сім'ї палестинських біженців, переселених у результаті виселення села Байт Жіржа ізраїльськими силами під час Накби. Вона отримала ступінь бакалавра біохімії в Ісламському університеті Гази та ступінь магістра клінічного харчування в Університеті Аль-Азгар.
Деякий час працювала в Центрі творчості «Русул», пов'язаному з Інститутом для сиріт Аль-Амаль. Згідно з інформацією із щоденної палестинської газети «Аль-Аям», Абу Нада була «заклопотана справедливістю, повстаннями „арабської весни“ та реаліями палестинського життя під окупацією».
Абу Нада опублікувала низку збірок поезії та роман під назвою «Кисень не для мертвих» (араб. الأكسجين ليس للموتى). У 2017 році за цей роман вона отримала друге місце на 20-й щорічній премії Шарджі за арабську творчість, яку проводять Об'єднані Арабські Емірати. 2021 року книгу перевидало видавництво «Дар Діван» (англ. Dar Diwan).

### Смерть
8 жовтня 2023 року, в останньому пості у мережі Twitter, вона написала:
Ніч Гази темна, якщо не брати до уваги сяйво ракет,
тиха, якщо не брати до уваги звуки бомб,
жахлива, якщо не брати до уваги комфорт молитви,
чорна, якщо не брати до уваги світло мучеників.
Добраніч, Газо
Британський письменник Ентоні Анаксагору переклав вірш, який він назвав її останнім твором. Палестинсько-американський поет та лікар Фаді Джуда переклав один із її останніх постів від 18 жовтня::

Кожен із нас у Газі є або свідком, або мучеником за звільнення. Кожен чекає, ким із двох стане там нагорі, з Богом. Ми вже почали будувати нове місто на Небі.
Лікарі без пацієнтів. Ні в кого не тече кров. Вчителі в малолюдних класах. Нема криків на студентів. Нові сім'ї без болю і горя. Журналісти пишуть і фотографують вічне кохання. Усі вони з Гази.
На Небесах нова Газа вільна від облоги. Зараз вона набуває форми.

20 жовтня 2023 року Абу Нада загинула у війні Ізраїлю та ХАМАС, під час авіаудару ізраїльських ВПС, який вразив її будинок у Хан-Юнісі на півдні Гази. Їй було 32 роки.

## Публікації
- ‏الأكسجين ليس للموتى ‏ [Кисень не для мертвих: роман] (араб.). ‏دائرة الثقافة، حكومة الشارقة،‏, al-Shāriqah. 2017. ISBN 978-9948-23-314-5. OCLC 1032289333 — через Wikidata: Q123139804.
- I Grant You Refuge. Protean Magazine. Переклад: Fakhreddine, Huda. 3 листопада 2023. Процитовано 4 листопада 2023.

## Виноски
1. ↑  الأكسجين ليس للموتى — Sharjah Department of Culture.
2. 1 2 3 4  Heba Abu Nada Who Was This Pioneering Palestinian Writer?
3. ↑  L'écrivaine palestinienne Hiba Abu Nada tuée par une frappe israélienne
4. ↑  وزارة الثقافة تنظم أمسية شعرية بالتعاون مع بلدية غزة [Міністерство культури організовує вечір поезії у співпраці з муніципалітетом Гази]. Alwatan Voice (араб.). 29 серпня 2017. Архів оригіналу за 29 серпня 2017. Процитовано 20 жовтня 2023.
5. ↑  Gaza: Muerte de una poeta - ContraPunto [Газа: смерть поетки]. ContraPunto (es-AR) . 21 жовтня 2023. Архів оригіналу за 23 жовтня 2023. Процитовано 23 жовтня 2023.
6. ↑  "الثقافة" تكّرم الروائية "أبو ندى" لفوزها بجائزة الشارقة للإبداع العربي [Міністерство культури Палестини відзначає романістку “Абу Наду” за її виграш Премії Шарджі за арабську творчість]. Alray (араб.). 15 березня 2017. Архів оригіналу за 21 жовтня 2023. Процитовано 20 жовтня 2023.
7. ↑  الأكسجين ليس للموتى [Кисень не для мертвих]. Department of Culture, Sharjah (араб.). 2017. Архів оригіналу за 21 жовтня 2023. Процитовано 20 жовтня 2023.
8. ↑  Najm, Najlaa (6 вересня 2023). Hiba Abū Nadā.. ʿIndamā lam tuʿaǧǧiba-hā nihāyatu 'l-Ḥikāya هبة أبو ندى.. عندما لم تُعْجبها نهايةُ الحكاية [Hiba Abu Nada.. When she did not enjoy the end of the story]. Banafsaj (араб.) . Архів оригіналу за 20 жовтня 2023. Процитовано 7 листопада 2023.
9. ↑  حوار صحفي مع الأديبة هبة أبو ندى. Women for Palestine (араб.). 12 березня 2017. Архів оригіналу за 25 липня 2019. Процитовано 20 жовтня 2023.
10. ↑  Al-Daour, Aisha (Spring 2021). Heroes for Change or Systems for Change?. Masters thesis, Malmö University. Архів оригіналу за 29 жовтня 2023. Процитовано 29 жовтня 2023.
11. ↑  هبة أبو ندى . www.al-ayyam.ps. Архів оригіналу за 29 жовтня 2023. Процитовано 25 жовтня 2023.
12. ↑  الحدث الثقافي: فلسطين تكسب جائزتين في الشعر والرواية. Al-Hadath (араб.). 17 лютого 2017. Архів оригіналу за 20 жовтня 2023. Процитовано 20 жовтня 2023.
13. ↑  وزارة الثقافة تشيد بفوز حجاوي وابو ندى في جائزة الشارقة للإبداع العربي. Palestinian Ministry of Culture[en] (араб.). 2017. Процитовано 20 жовтня 2023.
14. ↑  الأكسجين ليس للموتى (Oxygen is not for the dead). Goodreads (англ.). Процитовано 25 жовтня 2023.
15. 1 2  Read the last words of writer Heba Abu Nada, who was killed last week by an Israeli airstrike. Literary Hub (амер.). 24 жовтня 2023. Процитовано 25 жовтня 2023.
16. ↑  A Palestinian Meditation in a Time of Annihilation. Literary Hub (амер.). 1 листопада 2023. Процитовано 6 листопада 2023.
17. ↑  Ramadan, Alsayid (21 жовтня 2023). حاصلة على جائزة الشارقة للإبداع العربي.. وفاة الأديبة الفلسطينية الشابة هبة أبو ندى ضحية قصف غزة. Al-Bayan (араб.). Архів оригіналу за 20 жовтня 2023. Процитовано 21 жовтня 2023.
18. ↑  Al-Kardousi, Elham (21 жовтня 2023). معلومات عن الشاعرة الفلسطينية هبة أبو ندى.. قتلها الاحتلال في غزة. El Watan News[en] (араб.). Архів оригіналу за 21 жовтня 2023. Процитовано 21 жовтня 2023.